# Tufahija

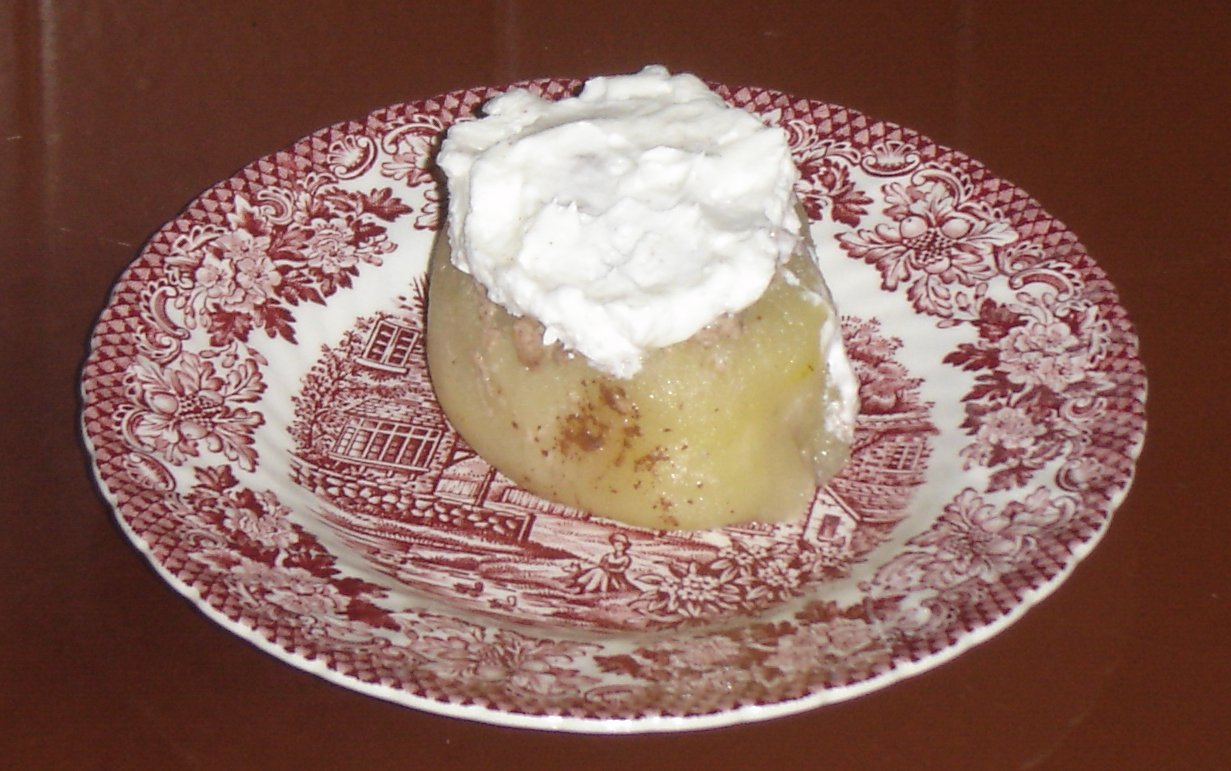
Tufahija hecha en casa.

Tufahije (singular: tufahija) es un postre de la gastronomía balcánica elaborado a base de manzanas cocidas en agua con azúcar, rellenas de nuez picada mezclada con almíbar y adornadas con nata montada y virutas de chocolate. Es muy popular en Bosnia y Herzegovina, y Macedonia. La tufahija se introdujo durante el dominio otomano, aunque el postre es originario de Persia. 
- Datos: Q3435353
- Multimedia: Tufahije / Q3435353